# Уидон, Джед
Джед Такер Уидон (англ. Jed Tucker Whedon; род. 18 июля 1974) — американский сценарист и музыкант. Джед происходит из семьи сценаристов: он сын сценариста Тома Уидона, внук сценариста Джона Уидона и брат сценариста Зака Уидона и продюсера/режиссёра/сценариста Джосса Уидона. 19 апреля 2009 года, он женился на партнёре-сценаристе Мориссе Танчароэн.

## Карьера
Наряду со своими братьями Заком и Джоссом и его тогдашней невесте Мориссе Танчароэн, он является сосоздателем и сосценаристом мюзикла «Музыкальный блог Доктора Ужасного». Это стал предметом салюта «Музея телевидения и радио» и получил премию «Эмми» за лучший спец-класс — короткоформатную игровую развлекательную программу.
До «Доктора Ужасного», Джед писал музыку для видео-игр, и был членом теперь несуществующей, основавшейся в Лос-Анджелесе, банды The Southland. В 2010 году, он выпустил альбом под названием «History of Forgotten Things» от банды «Jed Whedon and the Willing». Помощниками над альбомом были его жена, Морисса Танчароэн, и их общий друг Фелиция Дэй.
С Фелицией Дэй, он сочинил музыку для песни "(Do You Wanna Date My) Avatar" для веб-сериала «Гильдия», видео к которой он также снял.
Он и его жена Морисса были сценаристами «Кукольного дома», сериала канала Fox, созданного его старшим братом Джоссом, до его отмены. С тех пор, они присоединились к составу сериала «Спартак: Кровь и песок», созданного бывшим членом Mutant Enemy и сценаристом сериала «До смерти красива» Стивеном С. ДеНайтом.
Джед работал вместе с женой Мориссой и братом Джоссом над фильмом «Мстители». В данное время, он работает сценаристом шоу Marvel «Агенты Щ.И.Т.» на канале ABC.

## Награды
За свою работу над «Музыкальным блогом Доктором Ужасного», Уидон выиграл две премии «Поток» за лучший сценарий комедийного веб-сериала и лучшую музыку веб-сериала.